# Burzum / Aske
Burzum/Aske er et opsamlingsalbum af det norske black metal-projekt Burzum. Det indeholder Burzums to første officielle udgivelser: albummet Burzum og ep'en Aske. De blev indspillet i henholdsvis januar 1992 og august 1992.
Omslaget er det oprindelige omslag fra Burzums debutalbum med omslaget fra Aske vist som klistermærke i øverste højre hjørne.
Sangen "A Lost Forgotten Sad Spirit" var oprindeligt både inkluderet på Burzum og Aske. På denne opsamling er det kun Aske-versionen der er med.

## Spor
- Sang 1-8 er fra Burzum
- Sang 9-11 er fra Aske

1. "Feeble Screams from Forests Unknown" – 7:28
2. "Ea, Lord of the Depths" – 4:53
3. "Black Spell of Destruction" – 5:40
4. "Channeling the Power of Souls into a New God" – 3:27
5. "War" – 2:30
6. "The Crying Orc" – 0:57
7. "My Journey to the Stars" – 8:10
8. "Dungeons of Darkness" – 4:50
9. "Stemmen Fra Tårnet" – 6:09
10. "Dominus Sathanas" – 3:02
11. "A Lost Forgotten Sad Spirit" – 10:51